# Asser de Lund
Pour les articles homonymes, voir Asser.
Asser de Lund (danois: Asger), (né vers 1055 - 5 mai 1137) est le premier archevêque scandinave qui siège à Lund de 1103/1104 à sa mort.

## Origine
Asser  est le fils d'un important noble du Jutland Thorkil dit Svend Thrugotsen ou Thorgunnasen (mort vers 1086) et de son épouse Inge. Son père est un descendant en ligne féminine du Jarls de Lade Håkon Eiriksson. Sa tante paternel est la reine Bodil Thrugotsdatter l'épouse du roi Erik Ier de danemark. Un de ses frères Christian Svendsson (mort en 1140) est le père de son futur successeur Eskil 

## Carrière
Asser est mentionné pour la première fois l'occasion de sa consécration comme évêque de Lund le 18 novembre 1089 alors qu'il est déjà âgé de plus de 30 ans. À la fin de l'année 1102 lorsque le roi Erik Ier Ejegod quitte le pays pour entreprendre son pèlerinage pour la Terre sainte il est nommé régent du royaume conjointement avec le prince Harald Kesja l'ainé des fils naturels du souverain. Après la mort du roi Erik Ier à Chypre il occupe cette fonction jusqu'à ce que le demi-frère du roi Niels de Danemark soit reconnu finalement comme roi en 1104.
En 1102 après que le pape Pascal II ait renouvelé l'excommunication contre l'empereur Henri IV du Saint-Empire et que le roi Éric Ier ait apporté son soutien lors de son passage à Rome, Pascal II accepte finalement la création d'un archevêché indépendant pour les royaumes nordiques. Il promeut Asser comme premier archevêque de toute la Scandinavie en 1103/1104 et il lui fait remettre le Pallium par son légat le cardinal Alberik. Toutefois après le Concordat de Worms, les archevêques de Brême redevenus bien en cour auprès du Saint-Siège obtiennent en 1123 que leur primatie soit rétablie provisoirement sur la Norvège et la Suède
Après le meurtre en 1131 du prince Knud Lavard le fils légitime d'Erik Ier et de Bodil, Asser apporte son soutien total à Erik Emune autre fils illégitime de l'ancien roi dans la guerre civile qui a éclate. Il lui donne refuge en Scanie et se trouve à ses côtés lors de la décisive bataille de Fotevik alors que l'archidiocèse de Hambourg-Brême, soutenait le concurrent d'Erik le roi Niels de Danemark et qu'en 1133 Innocent II voulait même abolir l'autonomie ecclésiastique du royaume de Danemark. Après la victoire Asser obtient pour son neveu Eskil l'évêché de Roskilde dont le titulaire l'évêque Peder avait été tué aux côtés de Magnus le Fort le fils de Niel lors du combat. 
Asser meurt le 5 mai 1137 et Eskil de Lund lui succède comme archevêque.

## Sources
- Gorski Karol « Lund et Gniezno dans les années 1130-1139. Suppression et restitution de deux provinces ecclésiastiques ». Dans: Cahiers de civilisation médiévale. 19e année (no 73), janvier-mars 1976. p. 47-52.
- Simon Lebouteiller (traduit du norrois et présenté), La Saga des rois de Danemark Knýtlinga saga, Toulouse, Anacharis, 2021, 253 p. (ISBN 9791027904129), p. 173-174 Chapitre 80
- (da) Dansk Biografisk Leksikon Asser